# Simplefields
Simplefields – polski duet smoothjazzowy, utworzony w 2011 roku przez Krzysztofa Antkowiaka i Marcina Domurata.
Data wydania debiutanckiego albumu duetu była wielokrotnie przesuwana. Krążek ostatecznie ukazał się na rynku 23 października 2015 roku.

## Skład
- Krzysztof „Kris” Antkowiak – śpiew, instrumenty klawiszowe, kompozycje, produkcja
- Marcin „Dex” Domurat – teksty, gitara, gitara basowa, kompozycje, produkcja

## Dyskografia

### Albumy
- 2015: Dirt on TV (Polskie Radio S.A. – Agencja Muzyczna)

### Single
- 2015 – „Emily Scatterbrain” (Agencja Muzyczna Polskiego Radia)[3]